# Szczyrk
Szczyrk (germană Schirk) este un oraș în Polonia.